# Agrocybe rivulosa
La Agrocybe rivulosa, conocida en inglés como wrinkled fieldcap («sombrerito de campo arrugado»), es una especie de hongo del género Agrocybe.
El primer avistamiento registrado de esta seta fue en 2003, y se halló por primera vez en el Reino Unido en el año 2004.
Es un hongo relativamente grande, con un pie de entre 5 y 10 cm de longitud, y un sombrero que puede alcanzar entre 4 y 10 cm de diámetro. Su color varía entre amarillo y marrón anaranjado pálido. Ha sido consumido y es considerado de sabor razonablemente agradable, sin indicios evidentes de toxicidad.